# Сава Злъчкин
Сава Стоянов Злъчкин е български драматург, карикатурист и фейлетонист.

## Биография
Роден е в Сливен на 24 декември 1882 г. През 1897 – 1900 г. учи в Рисувателното училище в София, след което е художник в Търново и Пещера. Редактор е на вестник „Жило“ и списанията „Барабан“, „Балкански папагал“, „Световен папагал“ и „Сатър“. Сътрудничи с карикатури и хумористични произведения на вестниците „Бодил“, „Народен бич“, „Българан“, „Сълза и смях“ и списание „Барабанче“. Създава сатирични стихотворения, фейлетони, анекдоти, епиграми и карикатури, майстор е на пародията. Автор на пиесите „Балканска комедия“, „Дъщерята на Бай Ганьо и нейните кандидати“ (комедия, 1921) и др. Подписва се като Злъчкин и Савастиян. Почива през 1930 г. в София.
Личният му архив се съхранява във фонд 947К Централен държавен архив. Той се състои от 3 инвентарни описа с 96 архивни единици от периода 1903 – 1930 г.

## Галерия
Карикатури на Сава Злъчкин, отразяващи международните политически отношения в Европа и Америка и отношението на всички държави към Първата световна война. Източник: ДА „Архиви“.